# Oleksandrivka, Novohrad-Volînskîi
Oleksandrivka (în ucraineană Олександрівка) este un sat în comuna Natalivka din raionul Novohrad-Volînskîi, regiunea Jîtomîr, Ucraina.

## Demografie
Componența lingvistică a localității Oleksandrivka
     Ucraineană (96,47%)
     Rusă (2,6%)
     Alte limbi (0,19%)
Conform recensământului din 2001, majoritatea populației localității Oleksandrivka era vorbitoare de ucraineană (96,47%), existând în minoritate și vorbitori de rusă (2,6%).